# ГЕС Муфорсен
ГЕС Муфорсен — гідроелектростанція у центральній частині Швеції. Розташована між ГЕС Немфорсен (вище за течією) та ГЕС Форсму, входить до складу каскаду на річці Онгерманельвен, яка впадає в Ботнічну затоку Балтійського моря за півтори сотні кілометрів на південний захід від Умео.
Для роботи станції річку перекрили бетонною гравітаційною греблею висотою 40 метрів із трьома водопропускними шлюзами. Інтегрований у неї машинний зал обладнали трьома турбінами типу Каплан загальною потужністю 138 МВт, які при напорі у 28 метрів забезпечують виробництво 685 млн кВт·год електроенергії на рік.